# Georg Josias Stephan Adler
Georg Josias Stephan Adler (* 29. Oktober 1792 in Kopenhagen, Dänemark; † nach 1852) war ein deutscher Propst.

## Leben
Georg Josias Stephan Adler war der Sohn des Generalsuperintendenten Jacob Georg Christian Adler (1756–1834) und der Dorothea Maria Lorck (1772–1804). Sie war sowohl mit Caspar Aquila als auch über ihre Großmutter Birte/Brigitta von Lutten mit Matthias Claudius verwandt. Ihre 1566 geborene Vorfahrin Maria Lorck war zudem Ahnfrau von Johannes Brahms und Theodor Storm. Seine Namen erhielt er nach seinen Großvätern Georg Christian Adler und Josias Lorck, sowie dem Historiker, Sammler und Kardinal Stefano Borgia, den sein Vater bei seinem Romaufenthalt 1781/82 kennengelernt hatte.
Seit dem 17. November 1817 war Adler ordinierter Katechet an der St.-Petri-Kirche zu Kopenhagen. Am 4. November 1823 wurde er zweiter Compastor (Mithirte) in Rellingen (Kreis Pinneberg), bis er 1837 zum Propst der Propstei Pinneberg ernannt wurde. Er blieb in diesem Amt bis 1852.

## Veröffentlichungen
- (als Herausgeber): Die Nichtachtung der Bibel in unseren Tagen. Eine Predigt von A. H. M. Kochen. Schultz, Kopenhagen 1818[2]
- Eine Rede, die nur als Manuskript für Freunde gedruckt ist. Sie könnte möglicherweise den Titel „Rede während der Beisetzung seiner Excellenz des Geh. Staatsministers Niels Rosenkranz in der Kapelle der St. Petrikirche zu Kopenhagen, den 12. Juni 1824“ getragen haben. Sie wurde in Kopenhagen gedruckt bei den Gebrüdern Berling, 1824 (8 S.). Als Manuskript aus dem Dänischen übersetzt.[3]

## Auszeichnungen
- Ritter des Dannebrogordens[4]